# Elena Lilik
Elena Lilik (n. 14 septembrie 1998, Weimar, Turingia, Germania) este o sportivă ce a reprezentat Germania, medaliată olimpică. A participat la o ediție a Jocurilor Olimpice (2024) în care a câștigat o medalie de argint.